# 2949 Kaverznev
A 2949 Kaverznev (ideiglenes jelöléssel 1970 PR) a Naprendszer kisbolygóövében található aszteroida. A Krími Asztrofizikai Obszervatórium csillagászai fedezték fel 1970. augusztus 9-én.